# Alpha Diounkou
Alpha Richard Diounkou Tecagne (sinh ngày 10 tháng 10 năm 2001) là một cầu thủ bóng đá chuyên nghiệp người Sénégal hiện tại đang thi đấu ở vị trí trung vệ cho câu lạc bộ Larnaca, theo dạng cho mượn từ Granada tại La Liga.

## Sự nghiệp thi đấu

### Granada
Diounkou bắt đầu chơi bóng ở học viện trẻ của Son Cladera lúc 6 tuổi, trước khi chuyển đến học viện của Mallorca ở tuổi 14. Anh chuyển đến học viện Manchester City vào tháng 1 năm 2016. Anh được đôn lên đội dự bị của đội bóng, trước khi chuyển đến Granada vào ngày 31 tháng 8 năm 2021. Anh gia nhập câu lạc bộ San Fernando dưới dạng cho mượn trong nửa đầu mùa giải 2021–22. Vào ngày 31 tháng 1 năm 2022, anh gia nhập Barcelona B cho phần còn lại của mùa giải.

#### Cho mượn tại Larnaca
Vào ngày 1 tháng 9 năm 2023, Diounkou được cho mượn tại câu lạc bộ Larnaca trong một năm.

## Sự nghiệp quốc tế
Diounkou sinh ra ở Sénégal và chuyển đến Tây Ban Nha khi còn trẻ. Anh đại diện cho đội tuyển U-17 Tây Ban Nha tại Giải vô địch bóng đá U-17 châu Âu 2018. Anh chuyển sang đại diện cho U-20 Sénégal tại Giải vô địch bóng đá U-20 thế giới 2019. Diounkou được triệu tập lên đội tuyển Sénégal vào tháng 5 năm 2022 để chuẩn bị cho các trận đấu tại Vòng loại Cúp bóng đá châu Phi 2023.